# 広沢実方
広沢 実方（ひろさわ さねかた）は、平安時代後期から鎌倉時代初期の武士。

## 生涯
相模国の有力な武士で、河内源氏類代の家人でもあった波多野氏の一族。久寿2年（1155年）大蔵合戦で源義朝の子・義平に従って戦功があり、翌年その恩賞として武蔵国新座郡広沢の地を賜ったという。治承・寿永の乱でも源頼朝に従い、元暦元年（1184年）藤戸の戦いで戦功があった。文治5年（1189年）奥州合戦に従軍。建久元年（1190年）頼朝の上洛に子の実高らとともに随行。建久3年（1192年）備後国三谿郡の12郷を賜る。建久6年（1195年）再度の頼朝の上洛にも随行した。